# أحمد بن مبارك (الداعي المطلق)
أحمد بن مبارك كان سابع داعٍ طيبي إسماعيلي (الداعي المطلق) في اليمن، من عام 1229 حتى وفاته عام 1230.

## الحياة
أحمد هو ابن مبارك، شقيق الداعي المطلق الخامس، علي. وبعد توليه منصبه، أرسل مبعوثين إلى أماكن مختلفة في اليمن والهند. وظلت صنعاء مقرًّا لإدارته، وحافظ على علاقات ودية مع مختلف حكام اليمن.
وخلفه الحسين بن علي بن محمد.